# Histoire des divisions administratives de la république démocratique du Congo
Cet article sur l'histoire des divisions administratives de la république démocratique du Congo liste l'évolution des districts et provinces de la zone géographique correspondant à l'actuelle république démocratique du Congo. Les listes commencent par présenter les organisations à l'époque de l'État indépendant du Congo, puis à celles du Congo belge, de la république du Congo (Première république), du Zaïre (Deuxième république), et de la république démocratique du Congo actuelle (Troisième république).

## État indépendant du Congo

### 1888

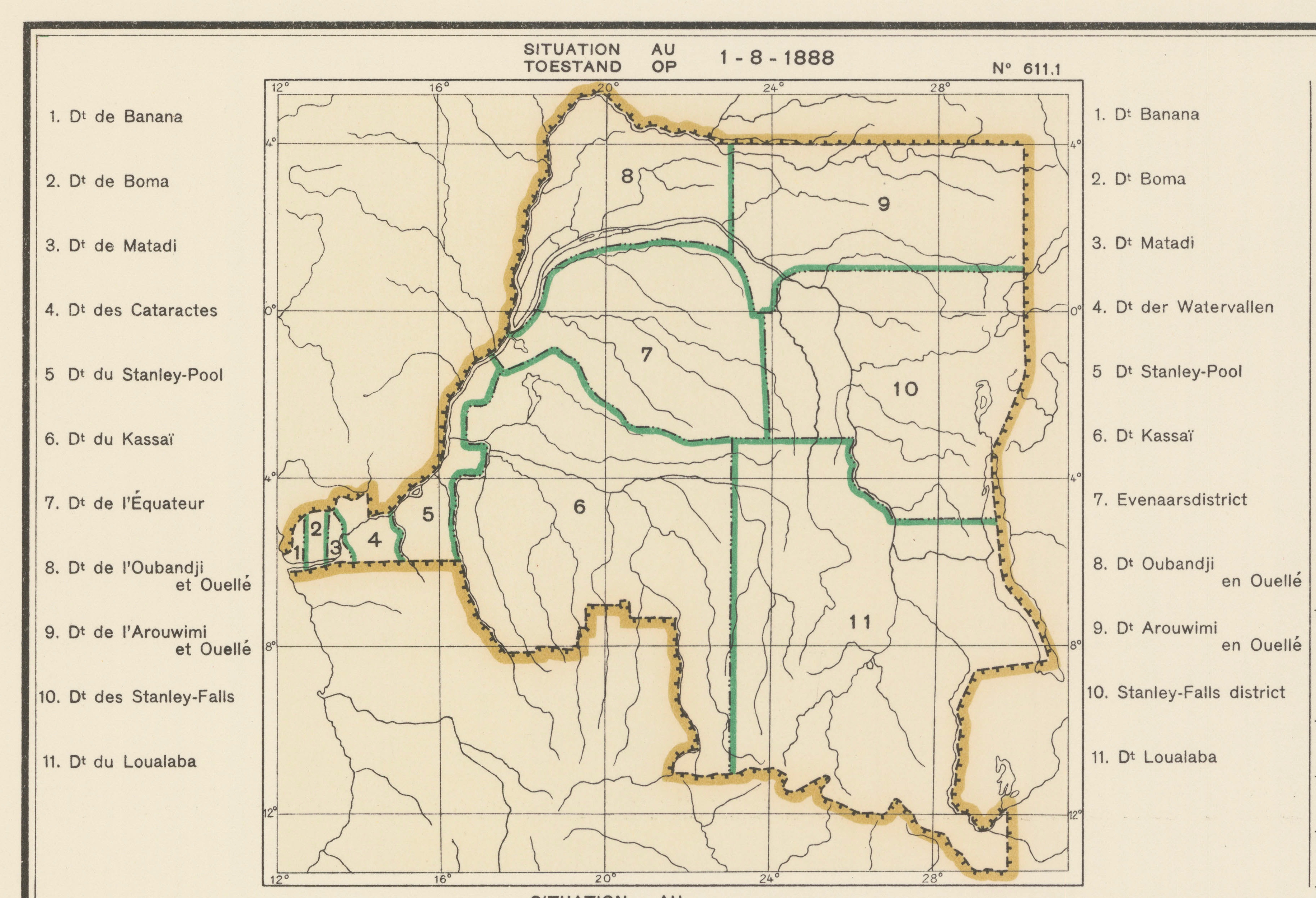
1888.

Le 1er août 1888 intervient la première organisation administrative divisant l’État indépendant du Congo (EIC) en onze districts.
11 districts :
- Banana
- Boma
- Matadi
- Cataractes
- Stanley pool
- Stanley Falls (en)
- Kasaï
- Ubangui
- Uelé
- Lualaba

### 1895

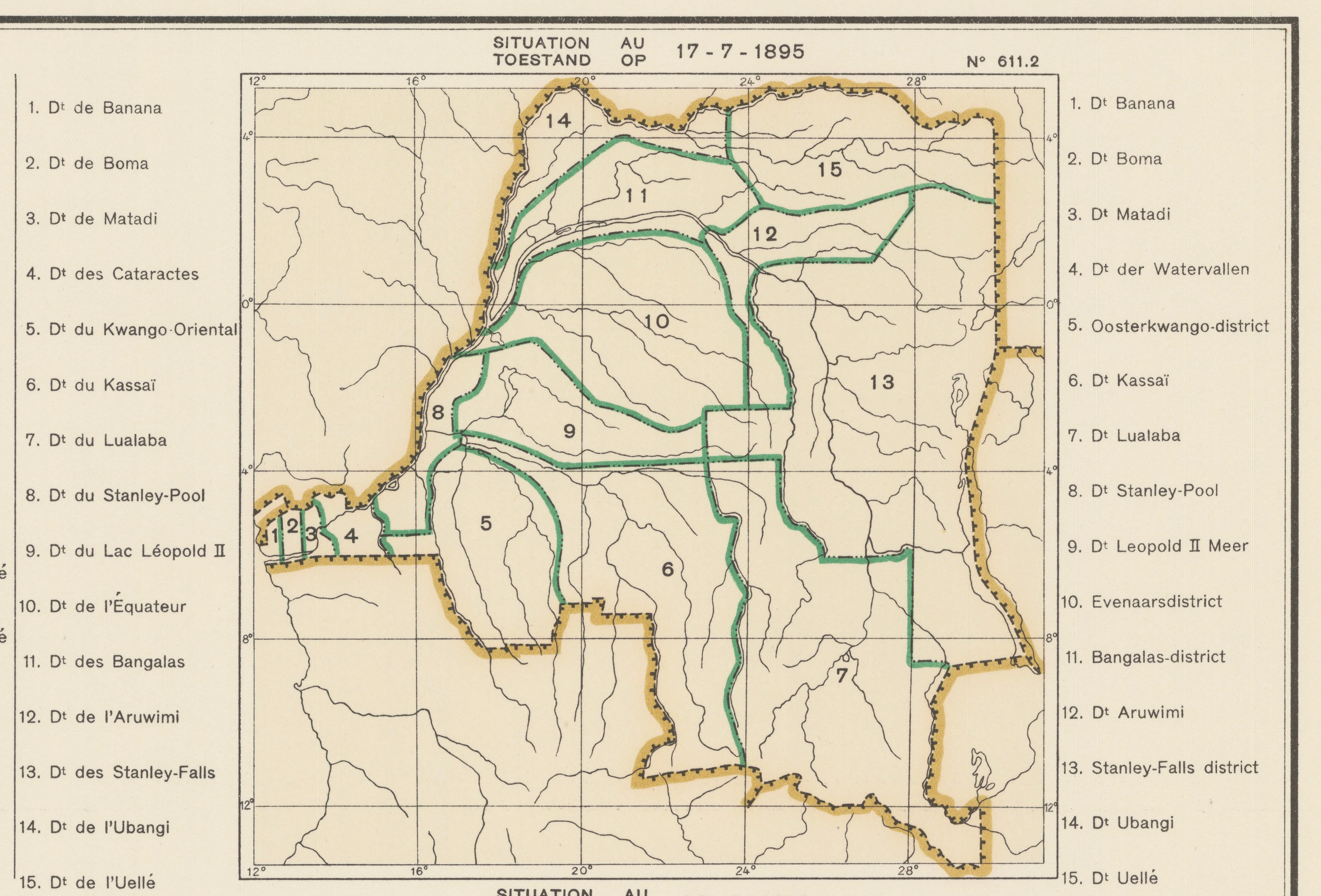
1895.

15 districts :
- Boma
- Banana
- Matadi
- Cataractes
- Stanley pool
- Kwango
- lac Léopold II
- Équateur
- Ubangui
- Bangala
- Uelé
- Aruwimi
- Stanley Falls (en)
- Kasaï
- Lualaba

## Congo belge

### 1914
22 districts :
- Aruwimi (Capitale : Basoko) - O
- Bangala (Capitale : Lisala) - B
- Bas-Congo (Capitale : Boma) - B
- Bas-Uele (Capitale : Buta) - O

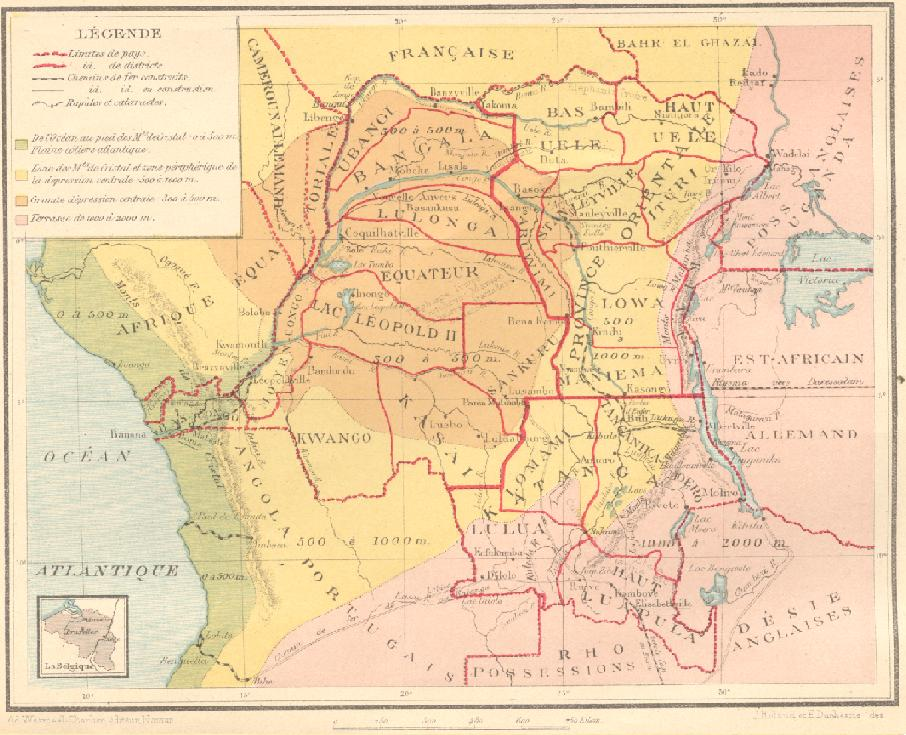
Divisions administratives du Congo belge en 1914.

- Équateur (Capitale : Coquilhatville) - B
- Haut-Luapula (Capitale : Kambove) - K
- Haut-Uele (Capitale : Bambili) - O
- Ituri (Capitale : sans) - O
- Kasai (Capitale : Luebo) - B
- Kivu (Capitale : sans) - O
- Kwango (Capitale : Bandundu) - B
- Lac Leopold II (Capitale : Inongo) - B
- Lomami (Capitale : Kabinda) - K
- Lowa (Capitale : sans) - O
- Lulonga (Capitale : Basankusu) - B
- Lulua (Capitale : Kafakumbu) - K
- Maniema (Capitale : sans) - O
- Moyen-Congo (Capitale : Léopoldville) - B
- Sankuru (Capitale : Lusambo) - B
- Stanleyville (Capitale : Stanleyville) - O
- Tanganika-Moero (Capitale : Kongolo) - K
- Ubangi (Capitale : Libenge) - B

Le Gouvernement siégeait à Boma (B), et deux vice-Gouvernement siégéaient à Stanleyville (S) et Élisabethville (E).

### 1924

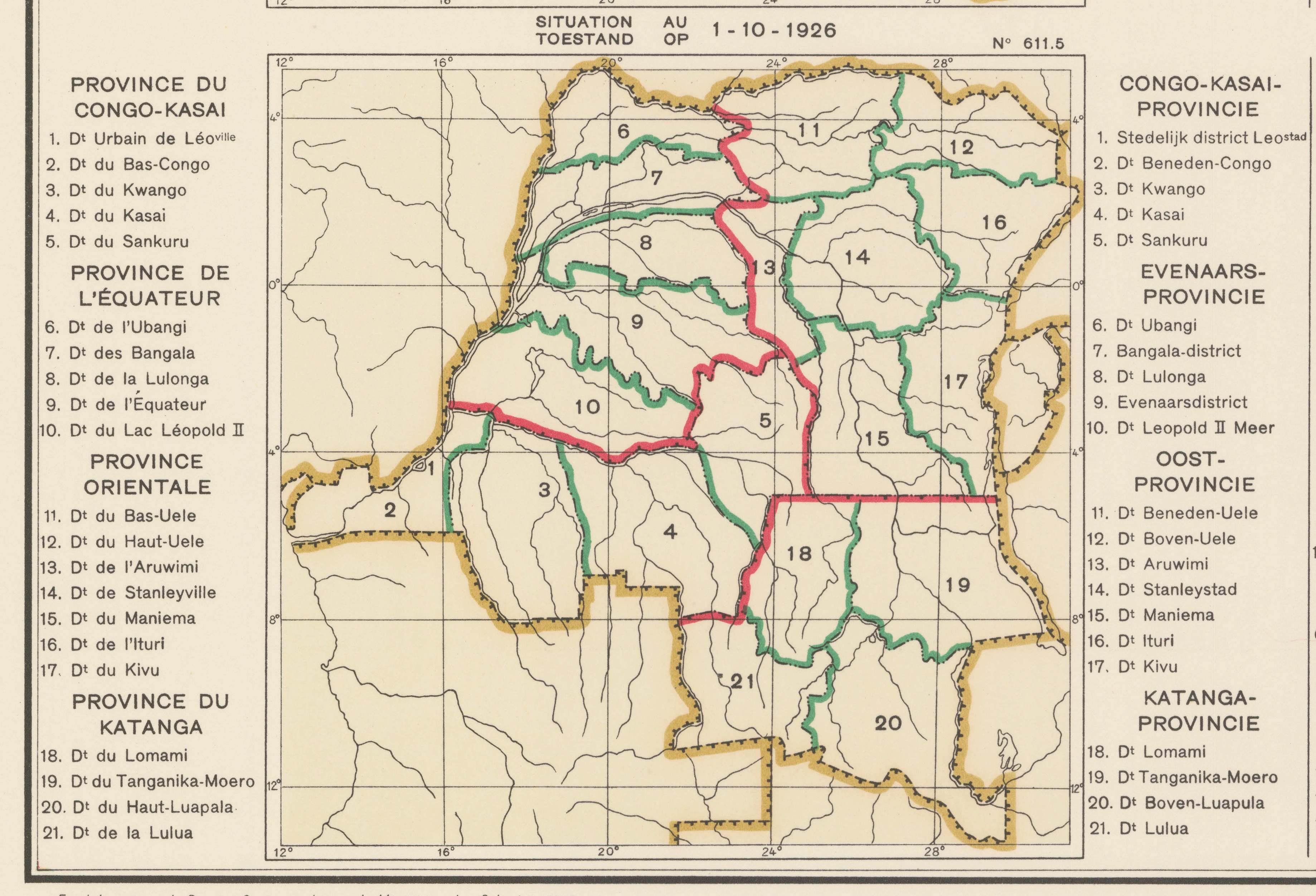
1926

4 provinces :
- Congo-Kasaï
- Équateur
- Katanga
- Province Orientale

### 1935
6 provinces :

Provinces de 1935 à 1963.

Provinces (avec les noms) de 1935 à 1963.

- Coquilhatville (Équateur après 1947)
  - District du Congo-Ubangi - Lisala
  - District de l'Équateur - Coquilhatville
  - District de Tshuapa - Boende
- Élisabethville (Katanga après 1947)
  - District du Haut Katanga - Élisabethville
  - District du Lualaba - Jadotville
  - District du Haut Lomami - Kamina
  - District du Tanganika - Albertville
- Costermansville (Kivu après 1947)
  - District du Kivu Nord - Goma
  - District du Kivu Sud - Bukavu
  - District du Maniéma - Kindu
- Léopoldville
  - District du Moyen-Congo - Léopoldville
  - District du Bas-Congo - Boma
  - District du Lac Léopold II - Inongo
  - District du Kwango - Kikwit
- Lusambo (Kasaï après 1947)
  - District du Kasaï - Luebo
  - District du Sankuru - Lusambo
  - District de Kabinda - Kabinda
- Stanleyville (Orientale après 1947)
  - District de Stanleyville - Stanleyville
  - District du Bas-Uele - Buta
  - District du Haut-Uele - Paulis
  - District de l'Ituri - Bunia

## Première république

### 1963
24 provinces et Léopoldville :
- Cuvette-Centrale (Capitale : Coquilhatville, aujourd'hui Mbandaka)
- Haut-Congo (Capitale : Stanleyville, aujourd'hui Kisangani)
- Katanga-Oriental (Capitale : Élisabethville, aujourd'hui Lubumbashi)
- Kibali-Ituri (Capitale : Bunia)
- Kivu-Central (Capitale : Bukavu)
- Kongo-Central (Capitale : Matadi)
- Kwango (Capitale : Kenge)
- Kwilu (Capitale : Kikwit)
- Léopoldville (Capitale : Léopoldville, aujourd'hui Kinshasa)
- Lomami (Capitale : Kabinda)
- Lualaba (Capitale : Kolwezi)
- Luluabourg (Capitale : Luluabourg, aujourd'hui Kananga)
- Lac Léopold II (Capitale : Inongo)
- Maniema (Capitale : Port-Empain, aujourd'hui Kindu)
- Moyen-Congo (Capitale : Lisala)
- Nord-Katanga (Capitale : Albertville, aujourd'hui Kalemie)
- Nord-Kivu (Capitale : Luofu)
- Sankuru (Capitale : Lodja)
- Sud-Kasai (Capitale : Bakwanga)
- Ubangi (Capitale : Gemena)
- Uele (Capitale : Paulis, aujourd'hui Isiro)
- Unité-Kasaïenne (Capitale : Tshikapa)
- Midi (Kamina de)

### 1966

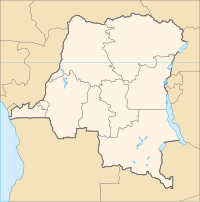
Provinces de 1966 à 1988

8 provinces et Kinshasa :
- Bandundu
- Congo-Central
- Équateur
- Orientale
- Kasai-Occidental
- Kasai-Oriental
- Kinshasa
- Kivu
- Katanga

## Deuxième République

### 1971
La province du Katanga devient le Shaba, la province du Congo-Central devient la province du Bas-Zaïre et la province Orientale devient la province du Haut-Zaïre.

### 1988

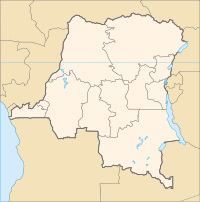
Provinces de 1988 jusqu'à la 3e république

La province du Kivu est divisée en les provinces du Nord-Kivu, du Sud-Kivu et du Maniema.

### 1997
La province du Shaba redevient le Katanga, la province du Bas-Zaïre devient la province du Bas-Congo et la province du Haut-Zaïre devient la province du Haut-Congo puis la province Orientale. Jusqu'à 2015, le découpage administratif comprend donc 10 provinces et Kinshasa, district urbain jusqu'en 1975 puis statut de ville-province.
- Bandundu
  - ville de Bandundu
  - ville de Kikwit
  - district du Kwilu
  - district du Kwango
  - district de Mai-Ndombe
  - district de Plateaux
- Bas-Congo
  - ville de Matadi
  - district de la Lukaya
  - district du Bas-Fleuve
  - district des Cataractes
- Équateur
  - ville de Mbandaka
  - ville de Zongo
  - ville de Gbadolite
  - district de l'Équateur
  - district de la Tshuapa
  - district de la Mongala
  - district du Nord-Ubangi
  - district du Sud-Ubangi
- Kasaï-Occidental
  - ville de Kananga
  - ville de Tshikapa
  - district de la Lulua
  - district du Kasaï
- Kasaï-Oriental
  - ville de Mbuji-Mayi
  - ville de Mwene-Ditu
  - district de Kabinda
  - district de Sankuru
  - district de Tshilenge
- Katanga
  - ville de Lubumbashi
  - ville de Kolwezi
  - ville de Likasi
  - district du Haut-Katanga
  - district du Haut-Lomami
  - district du Tanganyika
  - district du Lualaba
- Kinshasa (depuis 1975)
- Maniema
  - ville de Kindu
  - région
- Nord-Kivu
  - ville de Goma
  - ville de Butembo
  - région
- Orientale
  - ville de Kisangani
  - district du Bas-Uele
  - district du Haut-Uele
  - district de la Tshopo
  - district de l'Ituri
- Sud-Kivu
  - ville de Bukavu
  - ville de Baraka

## Troisième république

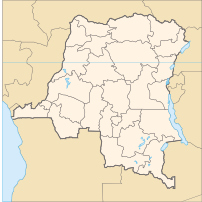
Provinces de la 3e république

La Constitution de 2005 (article 2) établit  la ville de Kinshasa et 25 autres provinces. Les provinces du Bas-Congo (rebaptisée Kongo central), de Kinshasa, du Maniema, du Nord-Kivu, du Sud-Kivu ne voient pas leurs limites géographiques évoluer. Les provinces du Bandundu, de l'Équateur, du Kasaï-Occidental, du Kasaï-Oriental, du Katanga et Orientale sont par contre divisées selon les limites de leurs sous-régions et reprennent certaines des appellations de provinces établies dans les années 1960.
- Bas-Uele
- Équateur
- Haut-Lomami
- Haut-Katanga
- Haut-Uele
- Ituri
- Kasaï
- Kasaï-Oriental
- Kongo central
- Kwango
- Kwilu
- Lomami
- Lwalaba
- Kasaï-Central
- Mai-Ndombe
- Maniema
- Mongala
- Nord-Kivu
- Nord-Ubangi
- Sankuru
- Sud-Kivu
- Sud-Ubangi
- Tanganyika
- Tshopo
- Tshuapa
- Kinshasa

Cette division en 26 provinces est effective depuis 2015.

## Tableau résumé des principales évolutions administratives
| Congo belge     | Congo belge | Congo belge     | Congo belge  | République du Congo     | République du Congo    | Zaïre                  | Zaïre            | République démocratique du Congo | République démocratique du Congo |
| 1908            | 1919        | 1932            | 1947         | 1963                    | 1966                   | 1971                   | 1988             | 1997                             | 2015                             |
| 22 districts    | 4 provinces | 6 provinces     | 6 provinces  | 21 provinces + capitale | 8 provinces + capitale | 8 provinces + capitale | 11 provinces     | 11 provinces                     | 26 provinces                     |
| --------------- | ----------- | --------------- | ------------ | ----------------------- | ---------------------- | ---------------------- | ---------------- | -------------------------------- | -------------------------------- |
| Tanganika-Moero | Katanga     | Élisabethville  | Katanga      | Nord-Katanga            | Katanga                | Shaba                  | Shaba            | Katanga                          | Tanganyika                       |
| Tanganika-Moero | Katanga     | Élisabethville  | Katanga      | Nord-Katanga            | Katanga                | Shaba                  | Shaba            | Katanga                          | Haut-Lomami                      |
| Lulua           | Katanga     | Élisabethville  | Katanga      | Lualaba                 | Katanga                | Shaba                  | Shaba            | Katanga                          | Lwalaba                          |
| Haut-Luapula    | Katanga     | Élisabethville  | Katanga      | Katanga-Oriental        | Katanga                | Shaba                  | Shaba            | Katanga                          | Haut-Katanga                     |
| Lomami          | Katanga     | Lusambo         | Kasaï        | Lomami                  | Kasaï-Oriental         | Kasaï-Oriental         | Kasaï-Oriental   | Kasaï-Oriental                   | Lomami                           |
| Sankuru         | Congo-Kasaï | Lusambo         | Kasaï        | Sankuru                 | Kasaï-Oriental         | Kasaï-Oriental         | Kasaï-Oriental   | Kasaï-Oriental                   | Sankuru                          |
| Kasaï           | Congo-Kasaï | Lusambo         | Kasaï        | Sud-Kasaï               | Kasaï-Oriental         | Kasaï-Oriental         | Kasaï-Oriental   | Kasaï-Oriental                   | Kasaï-Oriental                   |
| Kasaï           | Congo-Kasaï | Lusambo         | Kasaï        | Luluabourg              | Kasaï-Occidental       | Kasaï-Occidental       | Kasaï-Occidental | Kasaï-Occidental                 | Kasaï-Central                    |
| Kasaï           | Congo-Kasaï | Lusambo         | Kasaï        | Unité-Kasaïenne         | Kasaï-Occidental       | Kasaï-Occidental       | Kasaï-Occidental | Kasaï-Occidental                 | Kasaï                            |
| Moyen-Congo     | Congo-Kasaï | Léopoldville    | Léopoldville | Léopoldville            | Kinshasa               | Kinshasa               | Kinshasa         | Kinshasa                         | Kinshasa                         |
| Bas-Congo       | Congo-Kasaï | Léopoldville    | Léopoldville | Congo-Central           | Congo-Central          | Bas-Zaïre              | Bas-Zaïre        | Bas-Congo                        | Kongo Central                    |
| Kwango          | Congo-Kasaï | Léopoldville    | Léopoldville | Kwango                  | Bandundu               | Bandundu               | Bandundu         | Bandundu                         | Kwango                           |
| Kwango          | Congo-Kasaï | Léopoldville    | Léopoldville | Kwilu                   | Bandundu               | Bandundu               | Bandundu         | Bandundu                         | Kwilu                            |
| Lac Léopold II  | Équateur    | Léopoldville    | Léopoldville | Lac Léopold II          | Bandundu               | Bandundu               | Bandundu         | Bandundu                         | Mai-Ndombe                       |
| Équateur        | Équateur    | Coquilhatville  | Équateur     | Cuvette-Centrale        | Équateur               | Équateur               | Équateur         | Équateur                         | Équateur                         |
| Équateur        | Équateur    | Coquilhatville  | Équateur     | Cuvette-Centrale        | Équateur               | Équateur               | Équateur         | Équateur                         | Tshuapa                          |
| Lulonga         | Équateur    | Coquilhatville  | Équateur     | Moyen-Congo             | Équateur               | Équateur               | Équateur         | Équateur                         | Mongala                          |
| Bangala         | Équateur    | Coquilhatville  | Équateur     | Moyen-Congo             | Équateur               | Équateur               | Équateur         | Équateur                         | Mongala                          |
| Ubangi          | Équateur    | Coquilhatville  | Équateur     | Ubangi                  | Équateur               | Équateur               | Équateur         | Équateur                         | Nord-Ubangi                      |
| Ubangi          | Équateur    | Coquilhatville  | Équateur     | Ubangi                  | Équateur               | Équateur               | Équateur         | Équateur                         | Sud-Ubangi                       |
| Bas-Uele        | Orientale   | Stanleyville    | Orientale    | Uele                    | Orientale              | Haut-Zaïre             | Haut-Zaïre       | Orientale                        | Bas-Uele                         |
| Haut-Uele       | Orientale   | Stanleyville    | Orientale    | Uele                    | Orientale              | Haut-Zaïre             | Haut-Zaïre       | Orientale                        | Haut-Uele                        |
| Ituri           | Orientale   | Stanleyville    | Orientale    | Kibali-Ituri            | Orientale              | Haut-Zaïre             | Haut-Zaïre       | Orientale                        | Ituri                            |
| Stanleyville    | Orientale   | Stanleyville    | Orientale    | Haut-Congo              | Orientale              | Haut-Zaïre             | Haut-Zaïre       | Orientale                        | Tshopo                           |
| Aruwimi         | Orientale   | Stanleyville    | Orientale    | Haut-Congo              | Orientale              | Haut-Zaïre             | Haut-Zaïre       | Orientale                        | Tshopo                           |
| Maniema         | Orientale   | Costermansville | Kivu         | Maniema                 | Kivu                   | Kivu                   | Maniema          | Maniema                          | Maniema                          |
| Lowa            | Orientale   | Costermansville | Kivu         | Maniema                 | Kivu                   | Kivu                   | Maniema          | Maniema                          | Maniema                          |
| Kivu            | Orientale   | Costermansville | Kivu         | Nord-Kivu               | Kivu                   | Kivu                   | Nord-Kivu        | Nord-Kivu                        | Nord-Kivu                        |
| Kivu            | Orientale   | Costermansville | Kivu         | Kivu-Central            | Kivu                   | Kivu                   | Sud-Kivu         | Sud-Kivu                         | Sud-Kivu                         |